# Championnats de France de pétanque 2018
Navigation
Édition précédente Édition suivante
Les championnats de France de pétanque 2018 est une édition des championnats de France de pétanque. 

## Présentation
Cette compétition constitue la 73e édition du triplette sénior masculin, la 49e édition du doublette sénior masculin, la 53e édition du tête à tête sénior masculin, la 16e édition du triplette sénior féminin, la 43e édition du doublette sénior féminin, la 5e édition du tête à tête sénior féminin, la 26e édition du doublette sénior mixte, la 62e édition du triplette junior, la 50e édition du triplette cadet, la 35e édition du triplette minime et la 24e édition du triplette vétéran. Elle se déroule à Strasbourg (Bas-Rhin) du 1 au 2 septembre 2018 pour le triplette sénior masculin ; à Quillan (Aude) du 8 au 9 septembre 2018 pour le doublette sénior masculin et tête à tête sénior féminin ; à Fréjus (Var) du 7 au 8 juillet 2018 pour le tête à tête sénior masculin et doublette sénior féminin ; à Figeac (Lot) du 30 juin au 1 juillet 2018 pour le triplette sénior féminin ; à Saint-Pierre-lès-Elbeuf (Seine-Maritime) du 21 au 22 juillet 2018 pour le doublette sénior mixte ; à Caen (Calvados) du 25 au 26 août 2018 pour le triplette junior, cadet et minime ; et à Albertville (Savoie) du 9 au 10 juin 2018 pour le triplette vétéran.

## Palmarès
| Catégorie                   | Vainqueur(s)                                              | Finaliste(s)                                          |
| --------------------------- | --------------------------------------------------------- | ----------------------------------------------------- |
| Triplette sénior masculin   | Henri Lacroix, Stéphane Robineau et Dylan Rocher          | Christophe Thomas, Kévin Carlier et Cédric Baldassare |
| Doublette sénior masculin   | Dylan Rocher et Henri Lacroix                             | Stéphane Robineau et Benji Renaud                     |
| Tête à tête sénior masculin | Henri Lacroix                                             | Manuel Motteyen                                       |
| Triplette sénior féminin    | Chantal Salaris, Apolline Garrien et Nadège Rodrigues     | Elodie Esteve, Fanja Aubriot et Emilie Fernandez      |
| Doublette sénior féminin    | Nadège Baussian et Anna Maillard                          | Emilie Vignères et Audrey Bandiera                    |
| Tête à tête sénior féminin  | Nelly Peyré                                               | Valérie Labrousse                                     |
| Doublette sénior mixte      | Marie-Angèle Germain et Stéphane Dath                     | Mouna Beji et Joseph Molinas                          |
| Triplette junior            | Ludovic Santiago, Mayron Baudino et Jacques Dubois        | Dylan Jandras, Loic Maresse et Lucas Perez            |
| Triplette cadet             | Kilian Landreau, Bastien Hyvon et Kilian Jeangeorges      | Maxime Bonnin, Noé Surgere et Lucas Petit             |
| Triplette minime            | Théo Cava, Elyo Triat-Casta et Mathys Barret              | David Charpentier, Tom Chagneau et Alexy Prevot       |
| Triplette vétéran           | Christian Fazzino, Gilbert Issert et Jean-Michel Spinouze | Jean-Claude Ambert, Bernard Rouby et Serge Pascal     |